# Molendoa hornschuchiana
Molendoa hornschuchiana är en bladmossart som beskrevs av Lindberg och Limpricht 1886. Molendoa hornschuchiana ingår i släktet klyftmossor, och familjen Pottiaceae. Inga underarter finns listade i Catalogue of Life.